# Zrze
Zrze (makedonska: Зрзе) är en ort i Nordmakedonien. Den ligger i kommunen Dolneni, i den centrala delen av landet, 50 kilometer söder om huvudstaden Skopje. Zrze ligger 716 meter över havet och antalet invånare är 260.